# Bielscy herbu własnego
Bielscy herbu własnego (Bielski) – ród książęcy (kniaziowski) pochodzenia litewskiego. Protoplastą rodu był Iwan Bielski, przedstawiciel Olgierdowiczów.
Bielscy wygaśli w Wielkim Księstwie Litewskim po 1542 r. i w Moskwie w 1612 roku. Istniał jeszcze jeden ród książęcy o tym samym nazwisku, lecz pochodzący z dynastii Rurykowiczow.

## Etymologia nazwiska
Bielscy wzięli swe nazwisko od Białej nad rzeką Obszą, na północny wschód od Smoleńska. Jako pierwszy księciem bielskim zaczął siebie nazywać Iwan Włodzimierzowicz Bielski. Nazwę tę przyjęło również jego potomstwo, które znane jest w aktach historycznych również jako Włodzimierzowiczowie. Należące do rodziny księstwo bielskie składało się z miejscowości: Biała (wraz z włościami), Werchowje, Bolszowo, Szoptowo i innymi.

## Pochodzenie
Wedle opinii Kaspra Niesieckiego (1682–1744), Bielscy mieli być rodziną książąt pochodzących z Wielkiego Księstwa Moskiewskiego, przyjętą w XVI przez Polskę.
W rzeczywistości jednak, opierając się na badaniach genealogicznych Józefa Wolffa (1852–1900), książęta Bielscy są gałęzią dynastii Giedyminowiczów. Protoplastą rodu był Iwan Bielski, drugi syn księcia Włodzimierza Olgierdowicza.  

## Historia

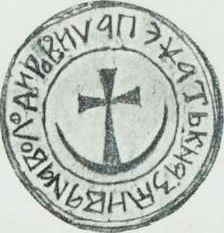
Pieczęć Iwana Bielskiego (1431)

Iwan Bielski, choć przez różnych kronikarzy tytułowany był księciem bielskim, we współczesnych dokumentach nigdzie z tym tytułem nie występuje; nie wiadomo więc, czy wymieniona miejscowość Biała kiedykolwiek do niego należała, a także jego synom. Wiadomo, że przebywał w latach 1411–1412 na dworze króla Władysława II Jagiełły. Dziesięć lat później, król Władysław chcąc poślubić Zofię Holszańską, córkę kniazia Andrzeja Holszańskiego, wydał jej starszą siostrę, (Wasylię Holszańską), za wspomnianego Iwana Bielskiego, doprowadzając w ten sposób do skoligacenia Jagiellonów i Bielskich. Warto przy tym zaznaczyć, że ojciec Iwana był dodatkowo bratem ojca Władysława II Jagiełły. 
Mimo bliskich związków z dworem królewskim, Bielscy nie dochowali wierności koronie królewskiej. Jeden z ich przedstawicieli, syn Iwana – Fedor Bielski (Teodor Bielski) wziął udział w spisku przeciwko królowi Kazimierzowi Jagiellończykowi, a po jego wykryciu zbiegł do Moskwy, gdzie otrzymał liczne dobra od wielkiego księcia moskiewskiego. Wprawdzie jego najmłodszy syn, kniaź Semen Bielski, powrócił do Wielkiego Księstwa Litewskiego, gdzie wstąpił ponownie w służbę króla Zygmunta Starego, to właśnie w Wielkim Księstwie Moskiewskim gałąź rodziny Bielskich przetrwała najdłużej.
Ostatnim znanym przedstawicielem rodu był Jerzy Bielski, mnich, który przyjął imię Galakteona. Według źródeł oddalił się ze świata na puszczę pod Wołogdą, gdzie został zabity w 1612 r. skądinąd podobno przez Polaków.

## Znani przedstawiciele
- Iwan Włodzimierzowicz Bielski (zm. ok. 1452) – książę na Bielsku, namiestnik Nowogrodu Wielkiego w latach 1444–1446.